# Балтська міська рада
Ба́лтська міська́ ра́да — орган місцевого самоврядування Балтської міської територіальної громади Подільського району Одеської області. До 12 серпня 2015 року існувала як адміністративно-територіальна одиниця Балтського району з адміністративним центром у місті Балта. 
У 2018 році Балтську міську раду Балтського району виключено з облікових даних.

У тому ж році Балтську міську раду Балтської міської об'єднаної територіальної громади включено в облікові дані.

## Склад ради
Рада складається з 36 депутатів та голови.
- Голова ради: Мазур Сергій Сергійович
- Секретар ради: Матлашевська Тетяна Леонтіївна

### Керівний склад попередніх скликань
| Прізвище, ім'я, по батькові | Основні відомості                                                       | Дата обрання | Дата звільнення |
| --------------------------- | ----------------------------------------------------------------------- | ------------ | --------------- |
| Барбаш Іван Григорович      | Міський голова, 1952 року народження                                    | 26.03.2006   | 31.10.2010      |
| Мазур Сергій Сергійович     | Міський голова, 1984 року народження, освіта вища, член Партії регіонів | 31.10.2010   |                 |

Примітка: таблиця складена за даними сайту Верховної Ради України

### Депутати
За результатами місцевих виборів 2010 року депутатами ради стали:

#### За суб'єктами висування
| Суб'єкт висування                                       | Кількість обраних депутатів | %    |
| ------------------------------------------------------- | --------------------------- | ---- |
| Партія регіонів                                         | 18                          | 50   |
| Комуністична партія України                             | 4                           | 11,1 |
| Політична партія Всеукраїнське об'єднання «Батьківщина» | 4                           | 11,1 |
| Народна партія                                          | 3                           | 8,3  |
| Соціалістична партія України                            | 3                           | 8,3  |
| Політична партія «Фронт Змін»                           | 2                           | 5,6  |
| Політична партія «Сильна Україна»                       | 1                           | 2,8  |
| Самовисування                                           | 1                           | 2,8  |